# جيسي دوريا
جيسي دوريا (بالإنجليزية: Jesse Duryea)‏ هو لاعب كرة قاعدة أمريكي، ولد في 7 سبتمبر 1859 في أوسيدج في الولايات المتحدة، وتوفي في 19 أغسطس 1942 في ألجونا في الولايات المتحدة.

## وصلات خارجية
- جيسي دوريا على موقعبيزبول رفرنس.كوم (الدوري الرئيسي) (الإنجليزية)
- جيسي دوريا على موقعبيزبول رفرنس.كوم (الدوري الثانوي) (الإنجليزية)